# Attinella dorsata
Espèce
Synonymes
- Attus dorsatus Banks, 1895
- Sitticus absolutus Gertsch & Mulaik, 1936
- Sitticus callidus Gertsch & Mulaik, 1936
- Sitticus hansii Schenkel, 1951

Attinella dorsata est une espèce d'araignées aranéomorphes de la famille des Salticidae.

## Distribution
Cette espèce se rencontre aux États-Unis en Californie, au Nouveau-Mexique, en Utah, au Colorado, au Texas, au Kansas, au Dakota du Nord et en Illinois, au Canada en Colombie-Britannique et au Mexique en Basse-Californie,,.

## Description
La femelle holotype mesure 3,5 mm.

## Systématique et taxinomie
Cette espèce a été décrite sous le protonyme Attus dorsatus par Banks en 1895. Elle est placée dans le genre Attinella par Banks en 1905, dans le genre Sitticus par Gertsch et Mulaik en 1936, dans le genre Sittiab par Prószyński en 2017 puis dans le genre Attinella par Maddison, Maddison, Derkarabetian et Hedin en 2020.
Sitticus absolutus, Sitticus callidus et Sitticus hansii ont été placées en synonymie par Maddison, Maddison, Derkarabetian et Hedin en 2020.

## Publication originale
- Banks, 1895 : « Some new Attidae. » The Canadian Entomologist, vol. 27, p. 96-102 (texte intégral).